# Fougères
Fougères is een gemeente in Frankrijk, in Bretagne (departement Ille-et-Vilaine). De gemeente telde 20.602 inwoners op 1 januari 2022.

## Geschiedenis

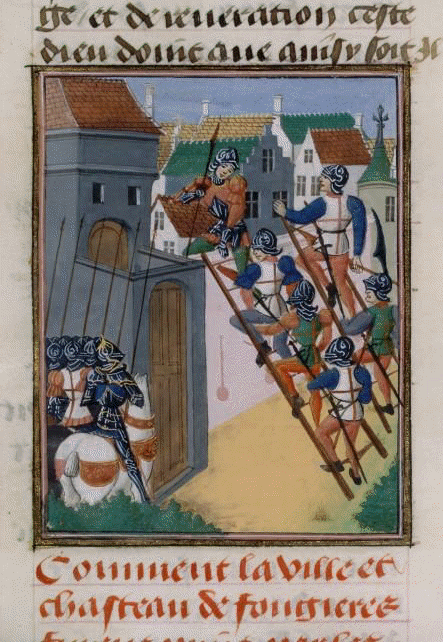
Inname van Fougères (1449) tijdens de Honderdjarige Oorlog

Zoals de stad Vitré is ook de oude stad van Fougères een vesting in de Marches de Bretagne, het grensgebied van het hertogdom Bretagne. Fougères werd op een vooruitstekende gedeelte van een berg boven de rivier de Nançon gebouwd. In tegenstelling tot het kasteel van Vitré, is dat van Fougères echter in het dal van de rivier gebouwd. Het was oorspronkelijk door een grillige bocht van de Nançon en door moerassen omgeven en daardoor tot de uitvinding van de artillerie haast onneembaar.
De plaats ontwikkelde zich naast het kasteel, aan de oever van de Nançon. Hier kwamen watermolens die werden gebruikt voor de productie en het verven van stoffen en voor leerlooierijen. Hoger gelegen ontstond de Ville Haute. Dit stadsdeel werd grotendeels verwoest in een brand in de 18e eeuw. Bij de heropbouw mocht er voortaan enkel in steen gebouwd worden.
De stad was een strijdtoneel van de chouans tegen de republikeinse troepen tijdens de opstand in de Vendée (jaren 1790), die zich ook uitbreidde tot in Bretagne.
Vanaf 1850 kwam de industriële revolutie op gang in Fougères. De stad werd een van de meest geïndustrialiseerde van Bretagne en genoot bekendheid door haar schoenfabrieken. De fabrieken lagen vooral in de nieuwe wijk Bonabry. Vanaf de jaren 1970 verdween een groot deel van de industrie wat leidde tot werkloosheid.
Tijdens de Tweede Wereldoorlog werd Fougères zwaar gebombardeerd. Een deel van het middeleeuwse centrum ging verloren. Bij de wederopbouw werd gebruikgemaakt van moderne materialen.

## Bezienswaardigheden
Aan de Place aux Arbres, een openbaar in terrasvorm aangelegd park, bevinden zich het gemeentehuis en de kerk Saint-Léonard, 15e en 16e eeuw, staan. Vanaf de noordwestelijke parkterrassen heeft men een panoramisch uitzicht op de wijk Saint-Sulpice aan de andere oever van de Nançon en vooral op het kasteel. Vanuit het park leiden verscheidene wegen naar beneden, naar de bruggen over de Nançon, en naar de wijk Saint-Sulpice. De wegen eindigen bij de Place du Manchix, waaraan en in de omgeving, nog vele oude huizen staan.
De kerk Saint-Sulpice, 15e en 16e eeuw, heeft een opmerkelijk interieur. Vanuit de kerk kan men een rondwandeling om het kasteel van Fougères maken op de Rue-le-Bouteille. Men ziet, van oost naar west, de vierkante Tour de Cadran uit de 13e eeuw, de Tour Raoul en de Tour Surienne, 15e eeuw, gebouwd voor de artillerie, en dan naar het noorden toe, de Tour Mélusine, uit de 14e eeuw. Deze is bijna 31 m hoog, 13 m in doorsnede en de muren zijn 3,60 m dik. 
De Porte Notre-Dame is een van de oudste poorten van de oude stadsvesting en vormt een schakel tussen de stadsvesting en het kasteel.

## Galerij

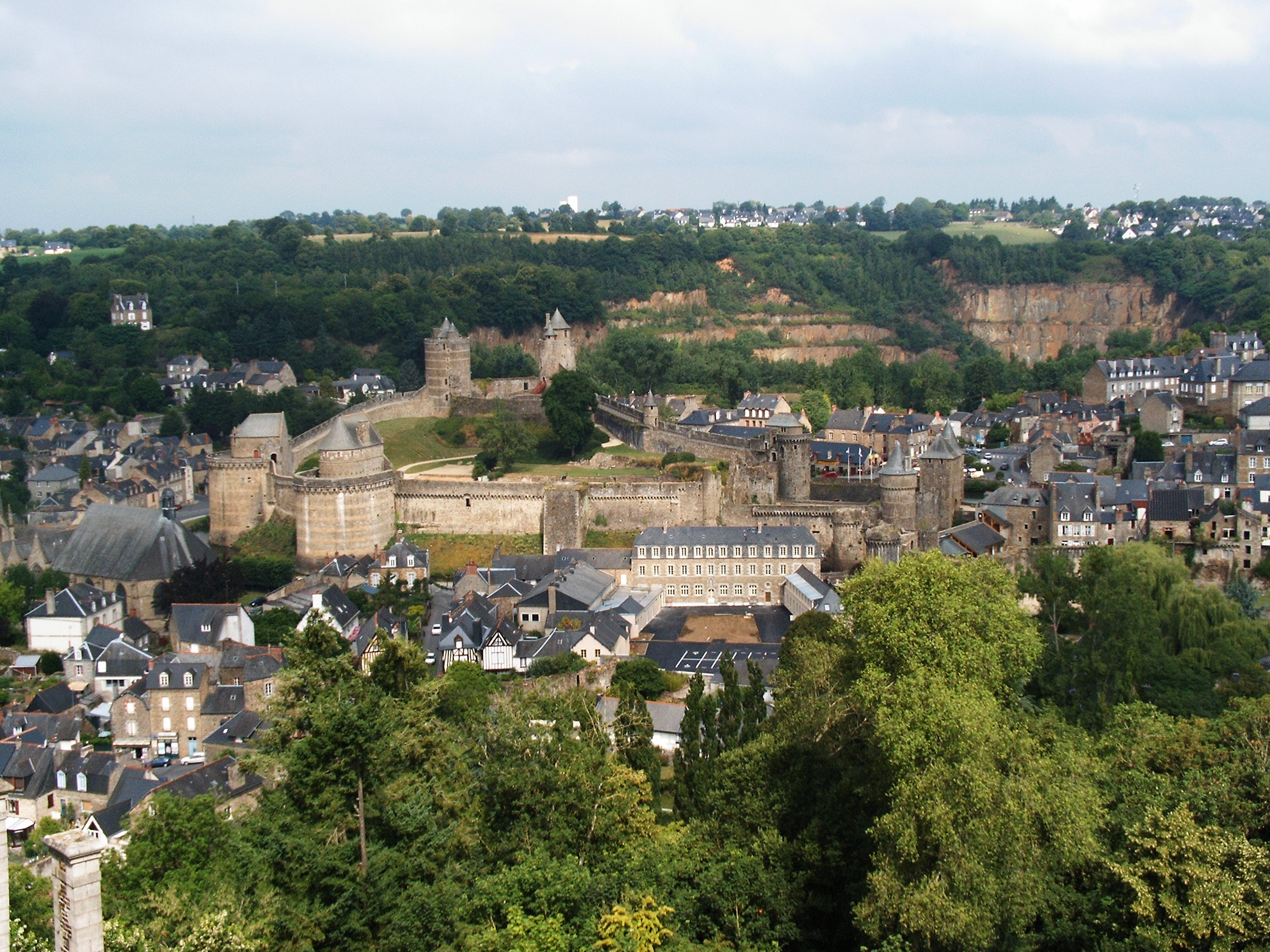
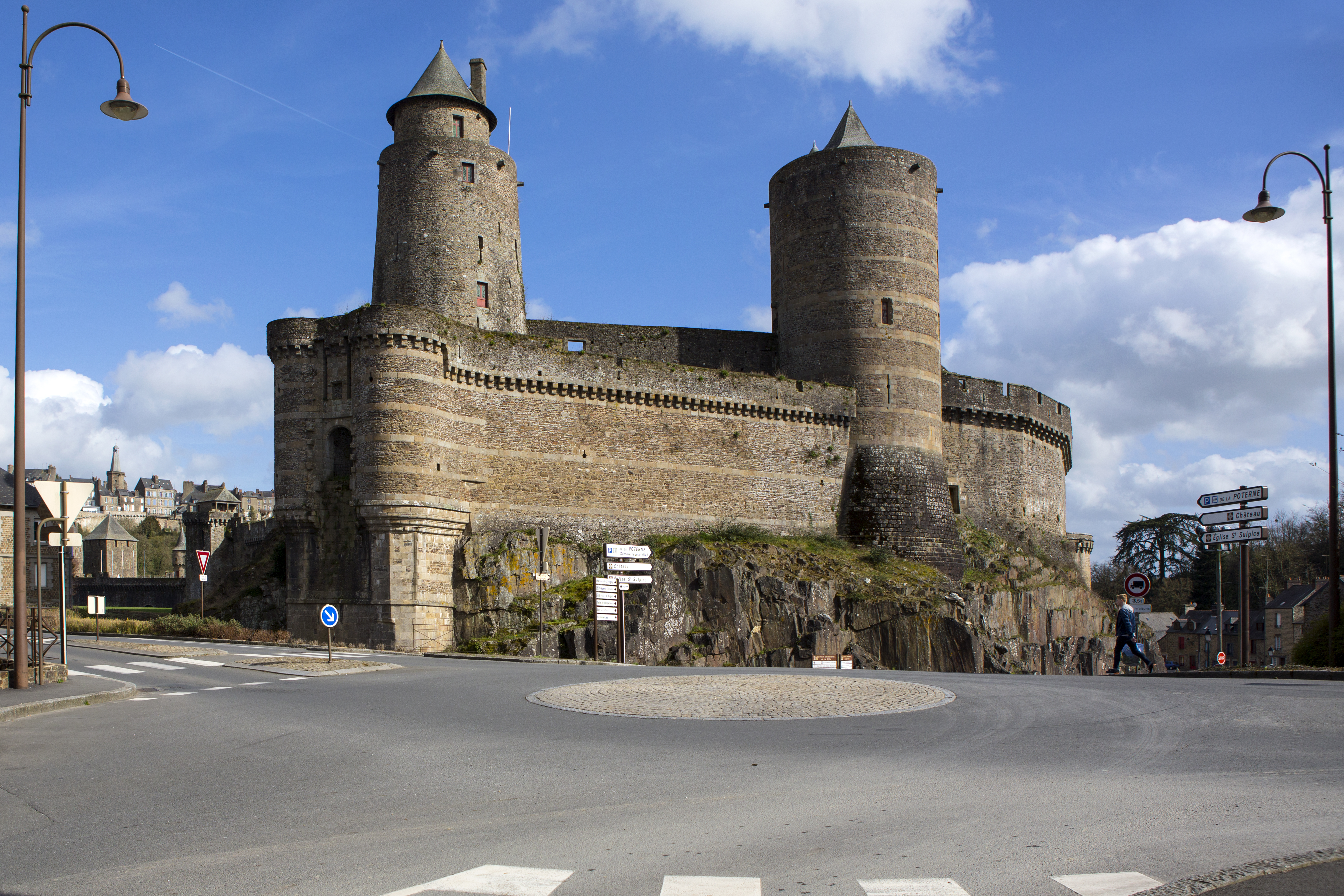
Kasteel
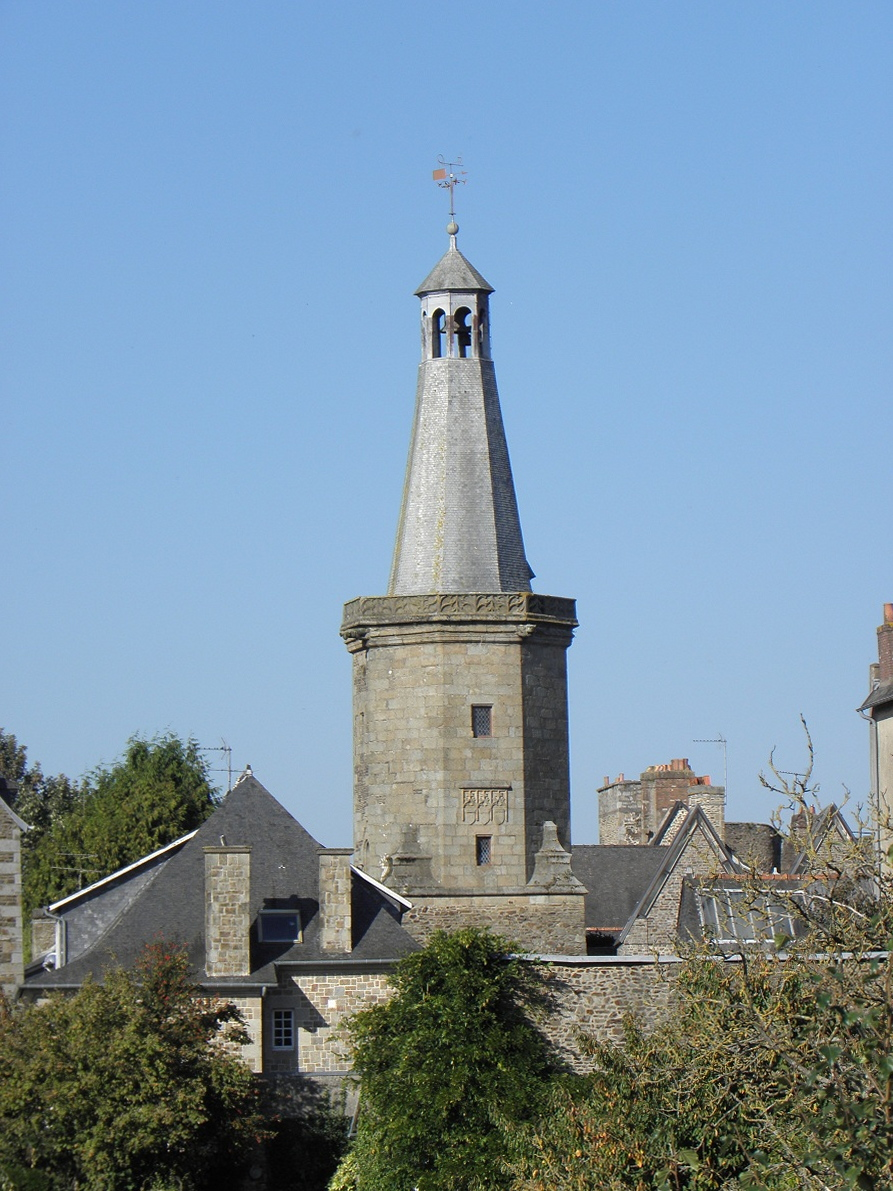
Belfort
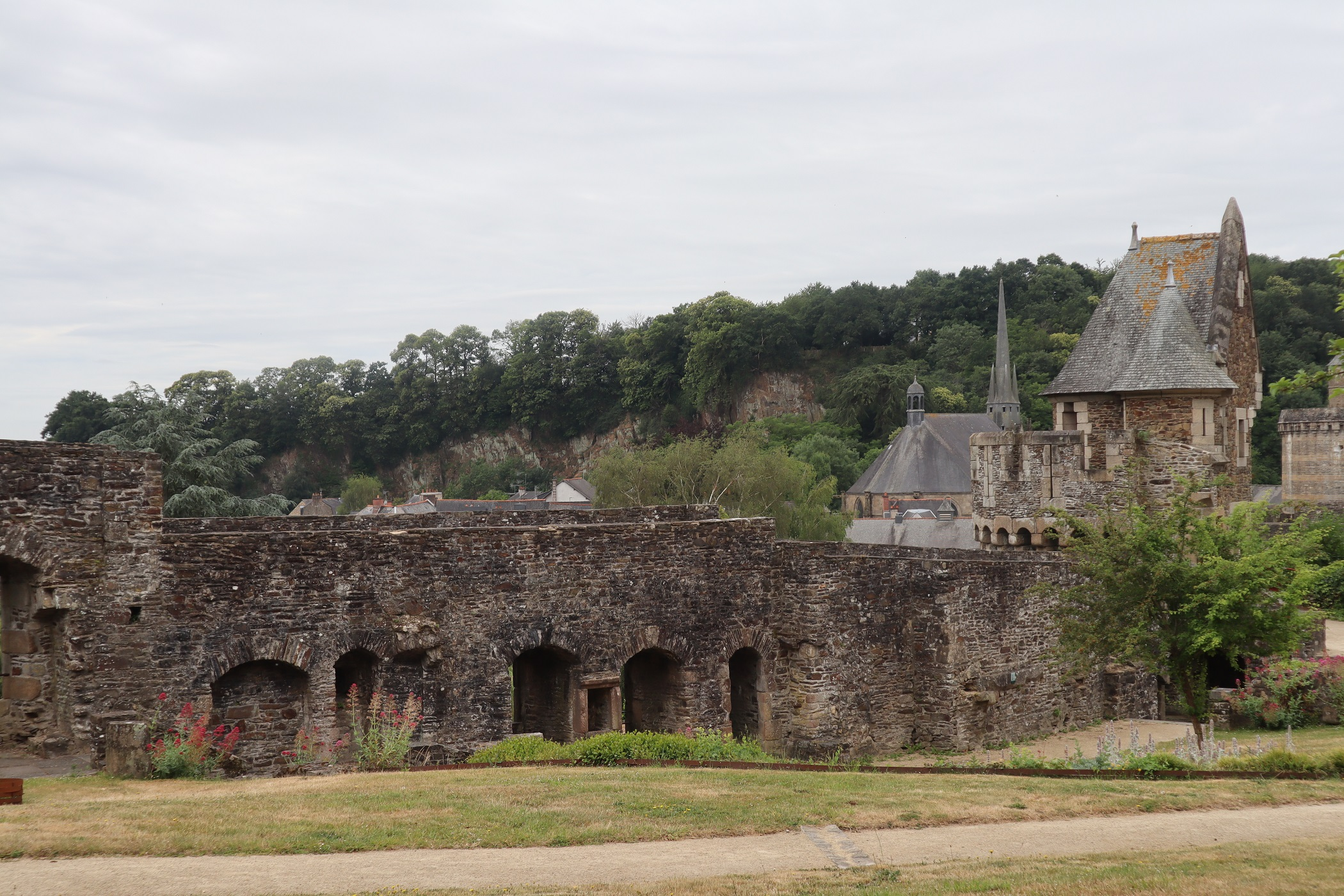
Zuidelijke stadsmuur
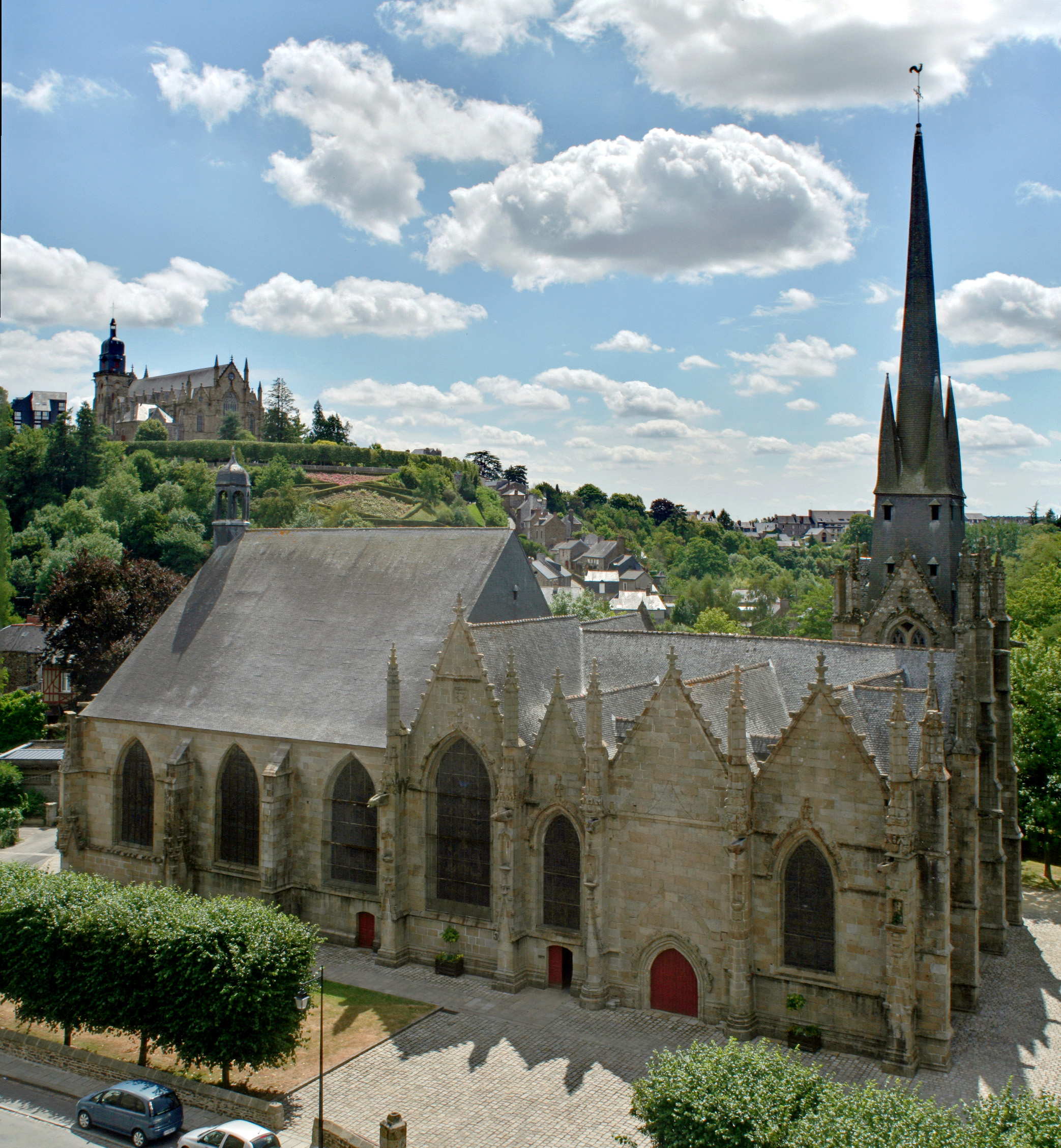
Kerk Saint-Sulpice
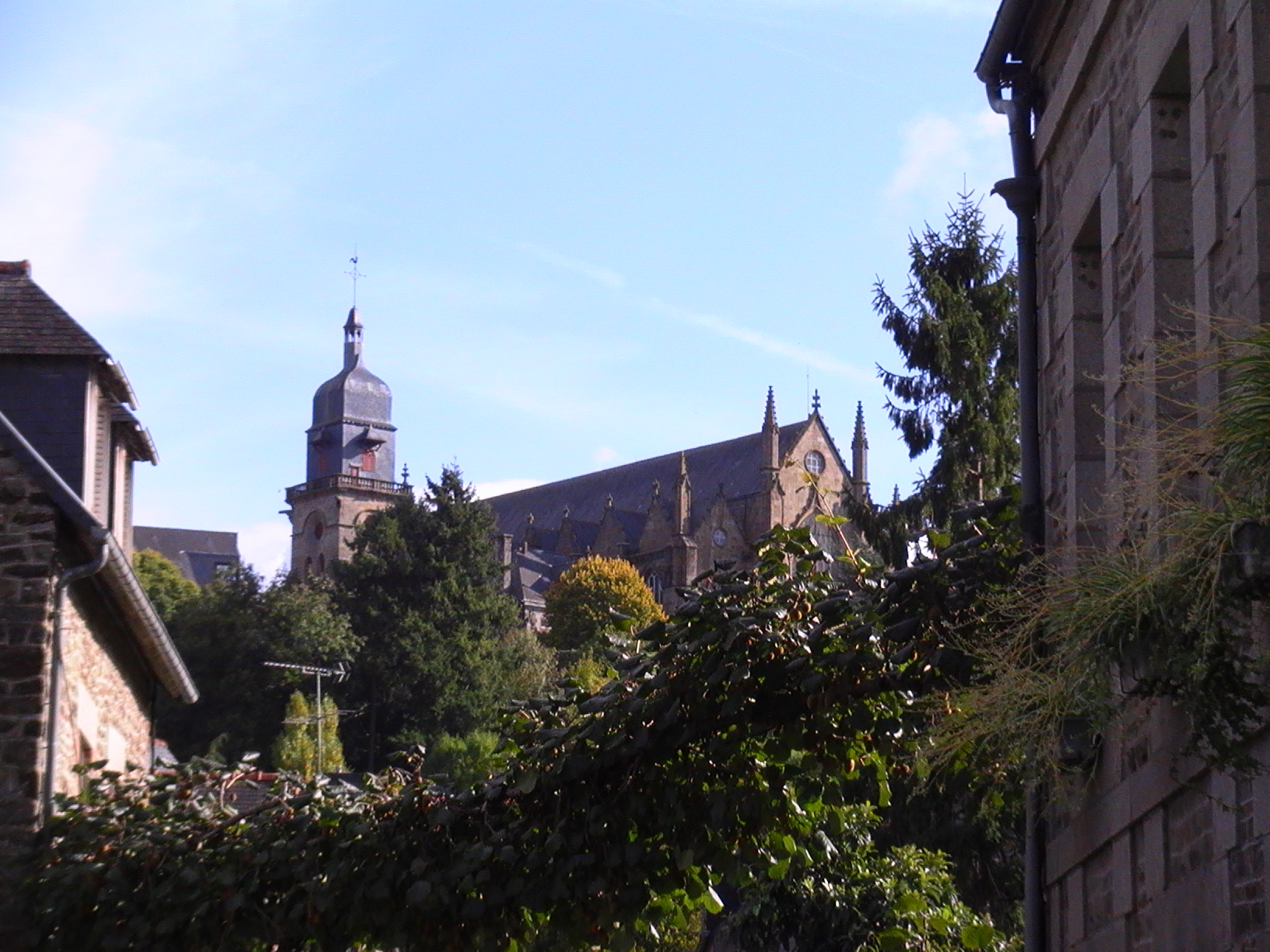
Kerk Saint-Léonard
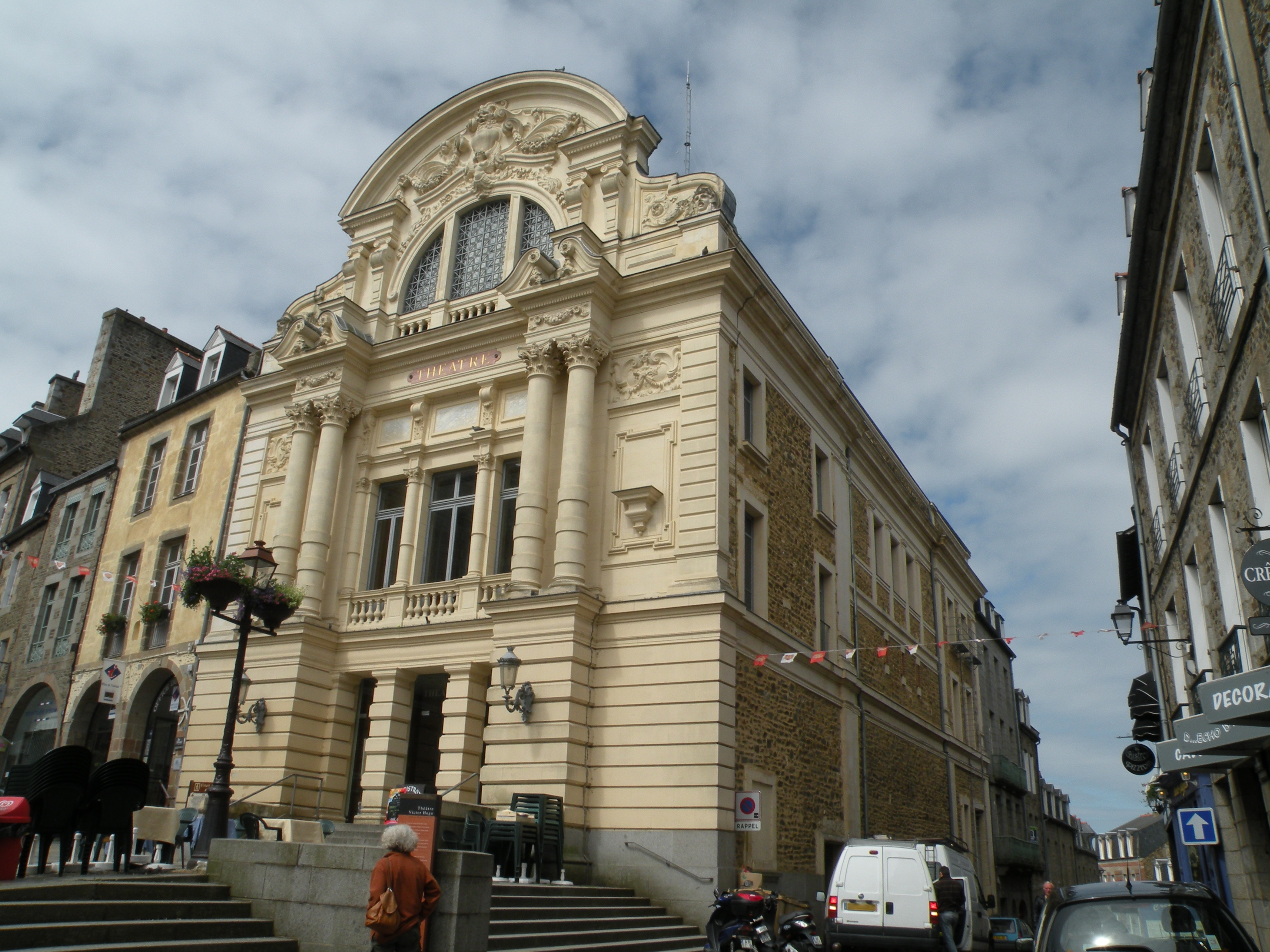
19e-eeuws theater

## Geografie
De oppervlakte van Fougères bedroeg op 1 januari 2022 10,46 vierkante kilometer; de bevolkingsdichtheid was toen 1.969,6 inwoners per km².
De onderstaande kaart toont de ligging van Fougères met de belangrijkste infrastructuur en aangrenzende gemeenten.

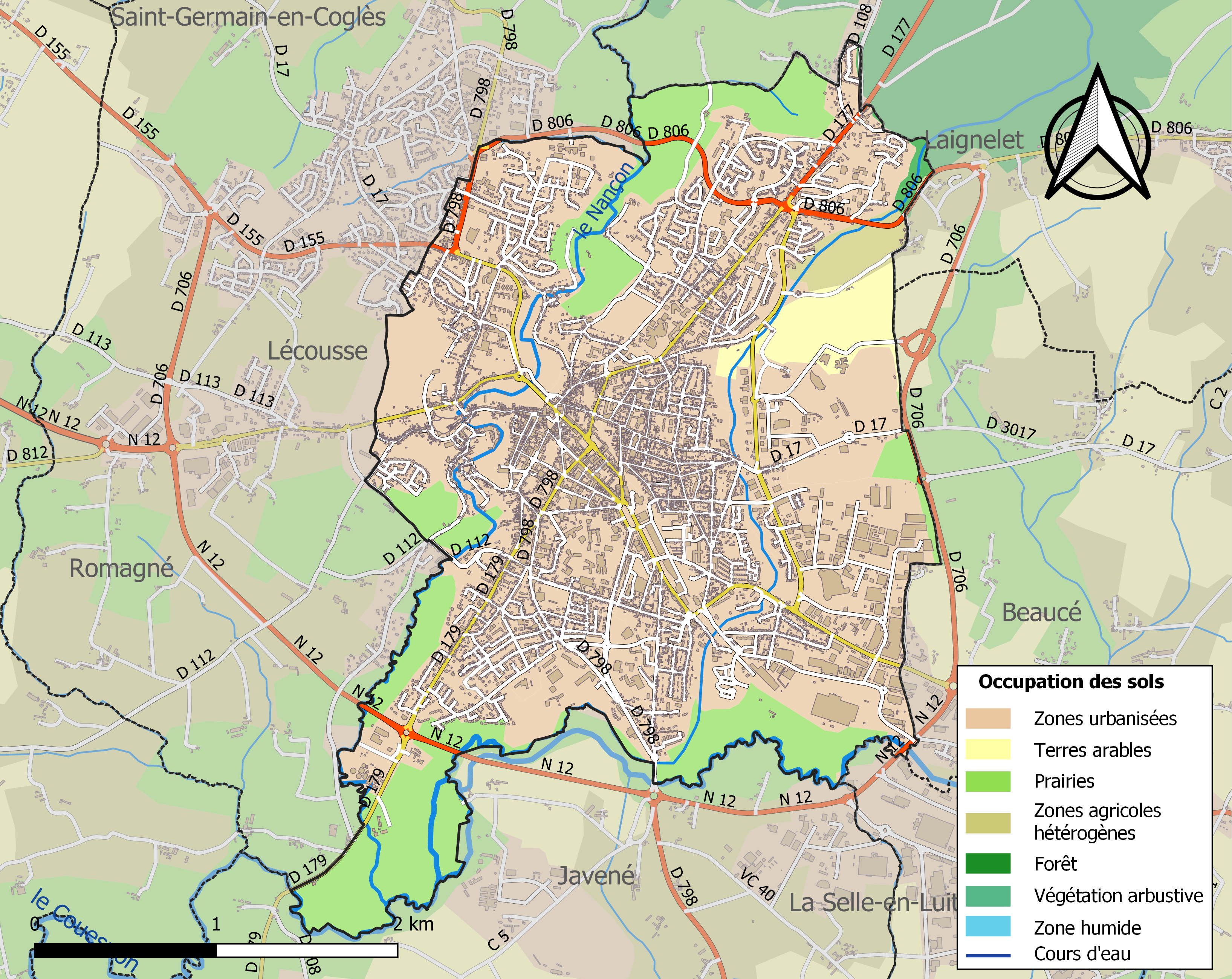

## Demografie
Onderstaande figuur toont het verloop van het inwonertal, bron: INSEE-tellingen. 

## Sport
Fougères is vier keer etappeplaats geweest in de wielerkoers Ronde van Frankrijk. In 1985 won La Vie Claire er de ploegentijdrit en in 2015 en 2021 was de ritzege voor de Brit Mark Cavendish.

## Stedenbanden
Fougères heeft stedenbanden met:
- Ouargaye (Burkina Faso)
- Somoto (Nicaragua)

## Geboren
- Juliette Drouet (1806-1883), levenslange minnares van Victor Hugo
- Jean Guéhenno (1890-1978), schrijver en criticus
- Georges Franju (1912-1987), filmregisseur
- Fabien Lemoine (1987), voetballer